# جون لوك (سياسي أمريكي)
جون لوك هو محامي وسياسي أمريكي، ولد في 14 فبراير 1764 في هوبكينتون في الولايات المتحدة، وتوفي في 29 مارس 1855 في بوسطن في الولايات المتحدة. انتخب عضو مجلس نواب ماساتشوستس ‏ وانتخب عضو مجلس النواب الأمريكي ‏.